# Le Figaro Étudiant
Le Figaro Étudiant est un média français du groupe Figaro qui se présente comme ayant l'objectif d'informer les parents et d'aider les collégiens, lycéens et étudiants à prendre des décisions éclairées concernant leur parcours scolaire, la recherche de stage, d'alternance et de premier emploi. Son site web appartient à une régie publicitaire.

## Site Web
(octobre 2024).
Le Figaro Etudiant propose sur son site : 
- Des actualités étudiantes : des actus, des informations sur les dernières tendances, des événements, les nouveaux programmes d'études…
- Des classements des lycées, prépas et établissements d'enseignement supérieur qui permettent aux étudiants de comparer les différentes options qui s'offrent à eux (commerce, ingénieur, prépas, lycées…)
- Des quiz pour aider les étudiants à mieux se connaître et explorer différentes voies professionnelles.
- Les résultats du bac et du brevet en direct, ainsi que des fiches de révisions.
- Un annuaire des formations du supérieur et des fiches établissements.
- Des conseils et actus sur Parcoursup.

## Réseaux sociaux
En plus du site web, Le Figaro Étudiant est présent sur plusieurs réseaux sociaux comme Facebook, Instagram, LinkedIn, Twitter et Tik-Tok, offrant des contenus adaptés à chaque plateforme. Les étudiants peuvent trouver des articles d’actualité, des informations et des conseils sur les métiers, un annuaire des établissements du supérieur ainsi que des astuces pour réussir leurs études. Depuis 2022, Le Figaro Étudiant a créé un Discord pour permettre aux étudiants d'échanger entre eux et partager des conseils et des astuces pour réussir leurs études.
Le Figaro Étudiant organise également des événements en ligne, tels que des conférences avec des experts et des webinaires pour aider les étudiants à préparer leurs examens et leurs concours. Ces événements sont une occasion pour les étudiants de poser des questions et d'obtenir des conseils personnalisés pour leur orientation.

## Les Salons
Le Figaro Étudiant organise des salons qui offrent une expérience immersive et enrichissante pour tous ceux qui souhaitent se lancer dans des études supérieures. Ils sont organisés dans différentes villes de France et rassemblent une grande variété d'établissements d'enseignement supérieur selon différentes thématiques : post-bac, alternance, art, digital & communication, poursuite d’études et masters.
Ces salons sont l'occasion de découvrir les différentes filières d'études disponibles, ainsi que les niveaux et les spécialités proposés. Les visiteurs peuvent échanger avec les représentants des établissements et les étudiants, qui répondront à toutes leurs questions et les conseilleront sur leur choix d'orientation.
Les salons sont également l'opportunité de participer à des conférences et des ateliers pour approfondir ses connaissances sur les différents domaines d'études, découvrir les débouchés professionnels et s'informer sur les modalités d'inscription et de financement.

## Stages / Offres d'emploi / Logements
Le Figaro Étudiant est une des marques de Figaro Classifieds, filiale du groupe Figaro. Figaro Classifieds est l'un des principaux acteurs du marché de la formation, de l'emploi et de l'immobilier en France. Le Figaro Étudiant est donc en mesure de proposer des offres d'emploi et de stages adaptés aux besoins des étudiants et jeunes diplômés mais aussi des logements en location[passage promotionnel].

## Historique du journal
Créé en 1985 sous le nom de Figaro Grandes Écoles et Universités (FGEU), il se développe à partir de 1989 sous la direction de Arnaud de Puyfontaine qui est chargé par Philippe Villin de développer les suppléments hebdomadaire du Figaro à l'instar du Le Figaro Économie ou les guides (Le Figaroscope, etc.). À partir de cette date, et jusqu'en 1993, la rédaction du FGEU se compose à la fois de journalistes professionnels (dont Florence de Changy, rédactrice en chef) et d'étudiants employés comme pigistes réguliers (dont Marie Drucker).[réf. nécessaire]
Le rédactionnel se compose de pages spéciales, remplaçant 2 à 4 pages du quotidien normal du lundi au vendredi. La Une comporte un bandeau de tête spécial composé du logo Figaro Grandes Écoles et Universités et des appels d'articles. Les pages contiennent des articles intéressant le milieu étudiant, des reportages photos sur les principales soirées d'écoles ou d'universités et des encarts publicitaires. le FGEU dispose de la propre force commerciale.[réf. nécessaire]
Les exemplaires sont mis à disposition dans des présentoirs dans environ 250 Grandes Écoles et universités, chaque matin à Paris et en Région parisienne, et seulement le lundi en province.
À la rentrée d'octobre 2005, le Figaro Grandes Écoles et Universités devient Le Figaro Étudiant et passe à une périodicité mensuelle, soit 10 numéros par an, dont : le palmarès des écoles de commerce (novembre), un guide de l'orientation (janvier), le classement des écoles du Web, un palmarès des masters spécialisés (mars), et un palmarès des MBA (mai). Son tirage atteint 100 000 exemplaires et il est diffusé dans 881 établissements d'enseignement supérieur.
À partir de novembre 2007 en plus du Figaro Étudiant mensuel, Le Figaro Étudiant connait une déclinaison sous forme de cahier dans quotidien Le Figaro, chaque mercredi.
En la rentrée d'octobre 2012, Le Figaro Étudiant connaît une déclinaison internet, sous le nom etudiant.lefigaro.fr, consacré à l'actualité étudiante et aux jeunes. L'objectif annoncé est d'offrir des informations, conseils et d'outils, qui doivent permettre de mieux préparer l'organisation, le suivi d'une formation, allant de Bac à Bac+5/mastères. Mais aussi de diffuser des palmarès dans des secteurs comme le multimédia, la mode ou le journalisme,. Il diffuse aussi des offres de stage, d'emploi et de formation en partenariat avec Kelformation et Cadremploi.
Chaque année, le Figaro Étudiant publie un hors-série Parcoursup qui regroupe toutes les informations et les conseils nécessaires pour réussir sa vie étudiante après le bac. Ce guide fournit des recommandations pour franchir les étapes importantes de Parcoursup et propose des renseignements sur les écoles et les formations post-bac, ainsi que des classements pour faciliter la prise de décision en matière d'orientation.

## Positionnement
Le Figaro Étudiant appartient à Figaro Classifieds, dont l'activité principale est celle d'une régie publicitaire.

## Annexe